# Psamata (luna)
Psamata (latinsko Psamathē, grško Ψαμάθη: Psamate ) je Neptunov retrogradni nepravilni satelit.

## Odkritje in imenovanje
Luno Psamato so odkrili Scott S. Sheppard, David C. Jewitt in J. Kleyna v letu 2003.Takrat je dobila začasno ime S/2003 N 1. 
Uradno ime je dobila 3. februarja 2007 po Psamati, eni izmed Nereid iz grške mitologije. 

## Lastnosti
Luna Psamata ima okoli 38 km v premeru (če pri izračunu upoštevamo albedo 0,04), 
okoli Neptuna pa kroži na razdalji okoli 46,7 Gm. 
Ker ima podobno tirnico kot luna Neso, se predvideva, da imata skupni izvor oziroma, da sta bili del razpadle večjega nebesnega telesa.